# Kanał telewizyjny
Kanał telewizyjny – wydzielone pasmo częstotliwości, w którym za pomocą fal nośnych wizji i fonii przesyłany jest obraz i dźwięk programu telewizyjnego.
W pasmie fal VHF (czyli 30–300 MHz) wydzielone są kanały telewizyjne numerowane od 1 do 12, a w pasmie UHF (czyli 300–3000 MHz) – od 21 do 68; łącznie daje to 60 kanałów telewizyjnych. Istnieją dwa standardy podziału pasma częstotliwości na kanały telewizyjne:
- CCIR – obowiązujący w Europie Zachodniej i w wielu krajach pozaeuropejskich,
- OIRT – wprowadzony w przeszłości w krajach bloku wschodniego.

Główna różnica dotyczy odstępu pomiędzy częstotliwościami sygnałów nośnych wizji i fonii.
Na koniec 2019 roku w krajach Europy i Maroku było dostępnych 11.418 kanałów telewizyjnych: 6.420 krajowe i międzynarodowe (z tego 7,5% publicznych; łącznie 29% w jakości HD) oraz 4.757 kanały lokalne.